# Гаряїв Володимир Володимирович
Гаряїв Володимир Володимирович (1914 — серпень 1997) — український поет-футурист та філософ, автор поеми-трактату «Метафізичний реквієм». Член футуристичного гурту «Нова ґенерація». Учень Михайля Семенка.

## Біографія
До харківського літературного товариства поета привів Микола Скуба. Був членом футуристичного гурту «Нова ґенерація», останнім, наймолодшим, хто долучився до нього. До початку репресій його кілька разів збиралися надрукувати, але не склалося.
Пережив репресії, був лише виключений з інституту. Згодом викладав «суспільні науки» в консерваторії та інституті культури. Був активним учасником харківського літературного життя 1990-х років.
В. Гаряїв згадується в романі Ю. Андруховича «Лексикон інтимних міст». Поетеса Ніна Супруненко написала спогад про В. Гаряїва, який був автором передмови до книги її віршів «На обрії душі».
Все життя починаючи від 1932 року працював над поемою «Метафізичний реквієм», найактивніше — в 1960-х та 1990-х. М. Семенко та П. Тичина схвально відгукнулися стосовно публікації поеми, чого зрештою так і не сталося.

## Творчість
Поема «Метафізичний реквієм» з ілюстраціями В. Бондаря, опубліковані лише окремі фрагменти:
- Гаряїв В. Метафізичний реквієм: урив. з поеми-трактату / В. Гаряїв ; публ. І. Бондаря-Терещенка //Кур'єр Кривбасу, 2006. — No 202 (верес.) — С. 181—183
- Гаряїв В. Метафізичний реквієм: урив. з поеми-трактату // Українська авангардна поезія (1910 — 1930-ті роки). К.: Смолоскип, С. 170—181, 778—783